# ميخائيل ريد (صحفي)
ميخائيل ريد (بالإنجليزية: Michael Reid)‏ هو صحفي بريطاني، ولد في 1952 في غلدفورد في المملكة المتحدة.